# Mont-sous-Vaudrey
Mont-sous-Vaudrey là một xã của tỉnh Jura, thuộc vùng Bourgogne-Franche-Comté, miền đông nước Pháp.